# Josef Hamberger (Bildhauer)

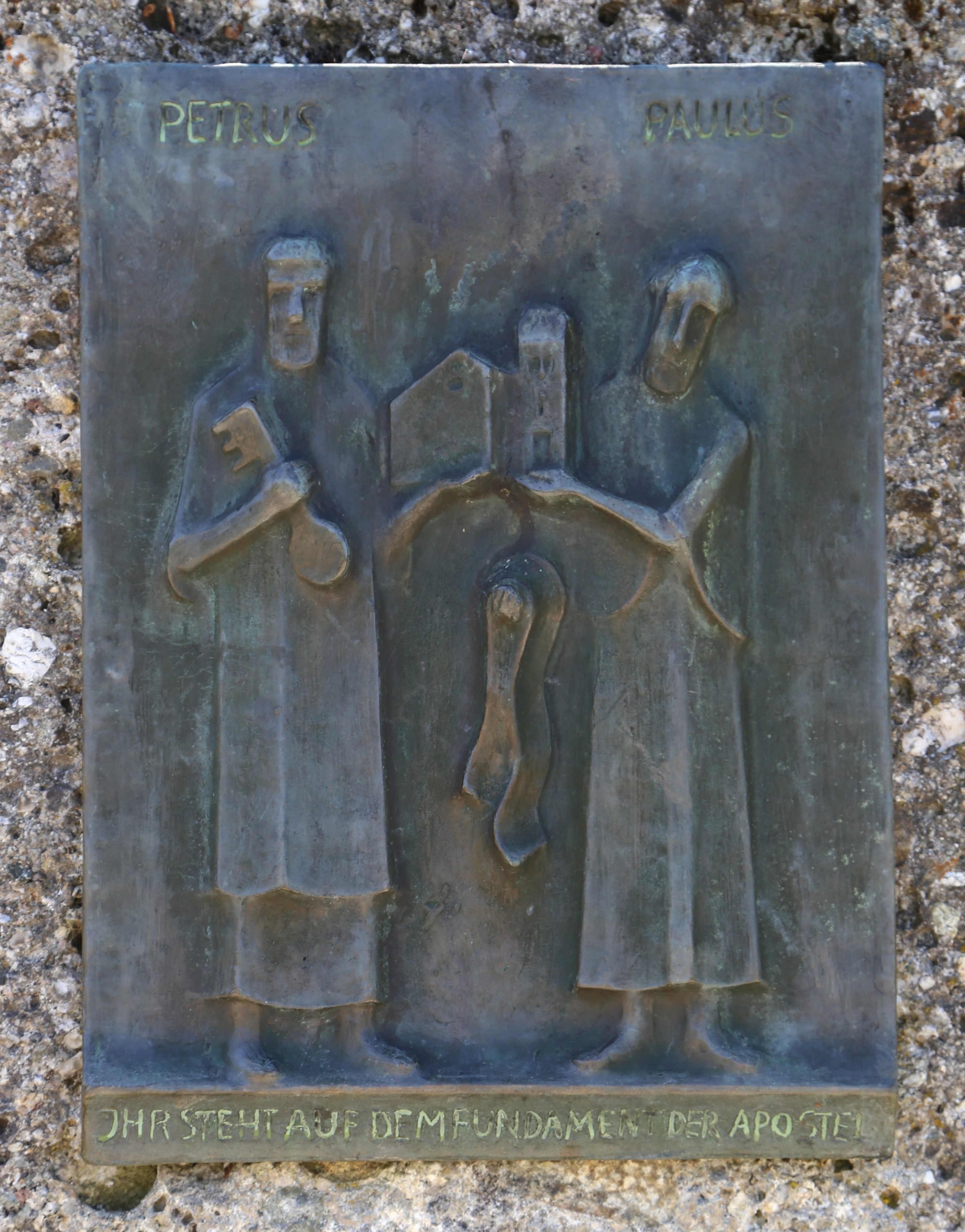
Apostelweg zum Petersberg

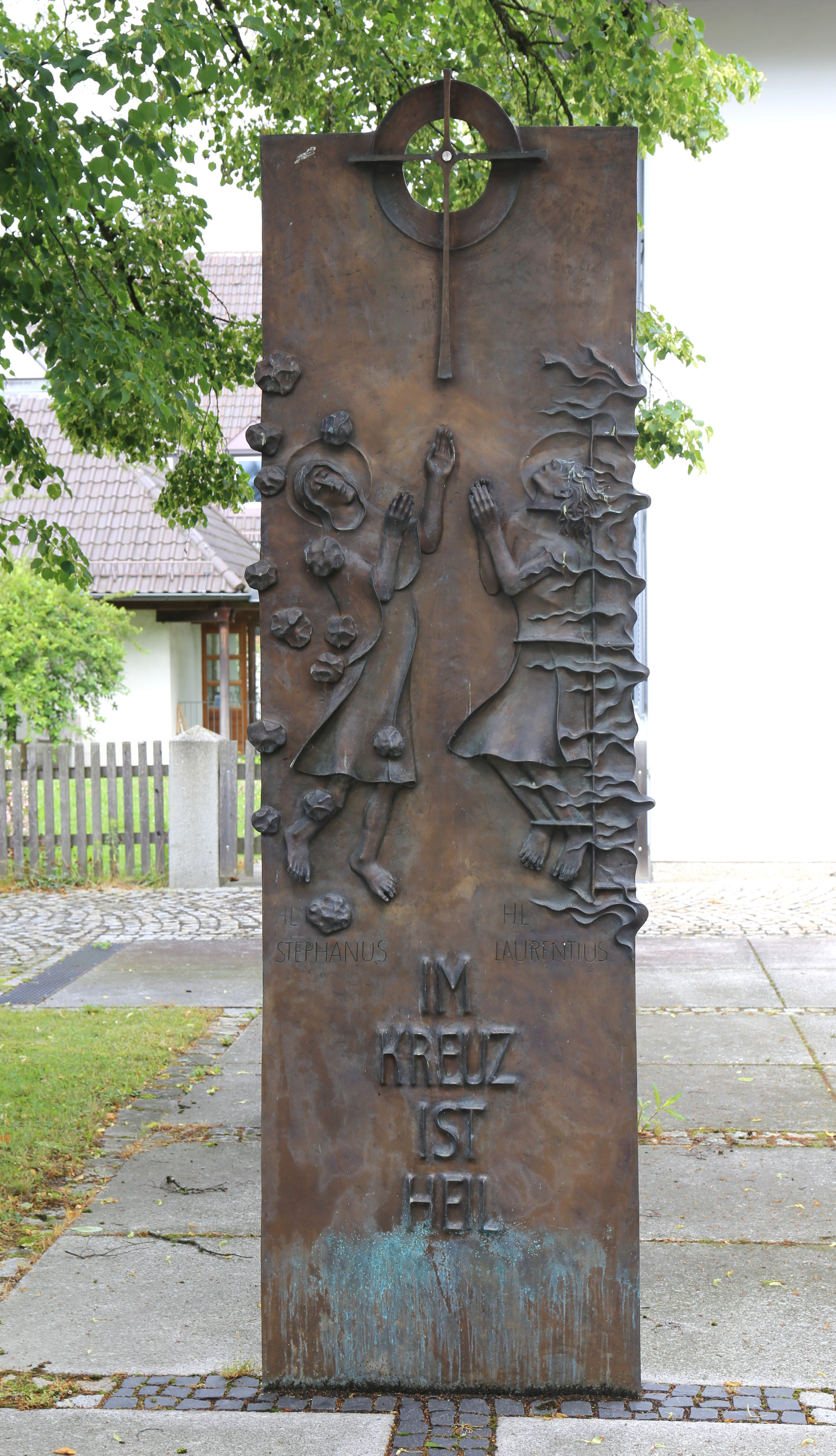
Bronzerelief der Heiligen Stephanus und Laurentius, Raubling, 2010

Josef Hamberger (* 26. Dezember 1925 in Frasdorf; † 1. Mai 2019 in Rosenheim) war ein deutscher Bildhauer mit einem Schwerpunkt auf christlicher Kunst.

## Leben
Josef Hamberger war 1940 zuerst Bauernknecht. 1942 kam er zum Arbeitsdienst, war 1943 Soldat und anschließend in sowjetischer Kriegsgefangenschaft.
Von 1946 bis 1950 studierte er an der Akademie der Bildenden Künste München und 1951 am Royal College of Art in London, wo er vom englischen Künstler Henry Moore zum Atelierbesuch eingeladen wurde. 1951 bis 1954 war er Meisterschüler bei Josef Henselmann.
Ab 1955 lebte er als freischaffender Bildhauer in Rosenheim. Neben drei Denkmalen und mehreren öffentlichen Werken, wie etwa Brunnen, schuf er Ausstattungen für viele Kirchen, vor allem im süddeutschen Raum und in Österreich.

## Werke (Auswahl)
- 1961: Altarkreuz in der Pfarrkirche St. Josef der Arbeiter, Rosenheim-Oberwöhr[4]
- 1963: Mahnmal Rosenheimer Friedhof, Kardinaltuff und Stahl (Höhe: 7 Meter)[5]
- 1964: Pfarrkirche St. Nikolaus (Rosenheim), Altaranlage (Muschelkalk und Bronze), Taufstein (Muschelkalk und Bronze), Tabernakel (Bronze)
- 1970: Turmkreuz für die Kirche Maria Königin des Friedens in Haidholzen, Beton (Höhe: 9 Meter)
- 1971: Kriegerdenkmal in Pirk (Oberpfalz)
- 1973: Pfarrkirche St. Nikolaus (Bad Reichenhall): Volksaltar, Ambo, Standkreuz, Tabernakel
- 1973: Schalenbrunnen, Bronze, Kardinal-Faulhaber-Platz, Rosenheim[6]
- 1978: Apostelweg zum Petersberg, Flintsbach am Inn. 13 Steinstelen mit Bronzereliefs[7]
- 1981: Wasserrad, Rosenheim Kultur- und Kongresszentrum, Stahl (Höhe: 6 Meter)[8]
- 1986: Rosette in St. Ulrich in Unterschleißheim
- 1997: Bischofsstab für Kardinal Ratzinger (später Benedikt XVI.), Holz und Bronze (Höhe: 1,9 Meter)
- 2006: Pfarrkirche St. Nikolaus (Rosenheim), Werktags-Altar, Ambo, Sedilien (Aluminiumbronze), Tabernakel-Stele[9][10]
- 2010: Relief der Heiligen Stephanus und Laurentius bei der Pfarrkirche in Raubling, Bronze (Höhe: 2,3 Meter)

## Einzelausstellungen
- 1978: Städtische Galerie Rosenheim
- 1998: Bildungszentrum Rosenheim
- 2001: Städtisches Museum Rosenheim

## Auszeichnungen
- 1999: Goldene Bürgermedaille der Stadt Rosenheim[11]
- 2011: Kulturpreis der Stadt Rosenheim[2]